# Kappa Aurigae
Désignations
Kappa Aurigae (κ Aurigae / κ Aur) est une étoile géante de la constellation boréale du Cocher. Elle est visible à l'œil nu avec une magnitude apparente de 4,34. L'étoile présente une parallaxe annuelle de 18,43 mas telle que mesurée par le satellite Hipparcos, ce qui permet d'en déduire qu'elle est distante d'environ ∼ 177 a.l. (∼ 54,3 pc) de la Terre. Elle s'éloigne du Système solaire à une vitesse radiale de +20,7 km/s.
Kappa Aurigae est une étoile géante jaune de type spectral G8,5 IIIb. Elle fait partie du red clump, ce qui signifie qu'elle est sur le côté froid (rouge) de la branche horizontale et qu'elle génère son énergie par la fusion de l'hélium dans son cœur. L'étoile est 1,25 fois plus massive que le Soleil et elle est âgée d'environ 5,6 milliards d'années. Son rayon est 11 fois plus grand que le rayon solaire, elle est 54 fois plus lumineuse que le Soleil et sa température de surface est de 4 732 K.